# Andělský investor
Andělský investor nebo také obchodní anděl či anděl, je český výraz pro anglické termíny angel investor, business angel, seed investor či private investor, který označuje jedince, jenž poskytuje kapitál pro zakládání podniků, obvykle výměnou za podíl ve společnosti či participaci na zisku společnosti. Od konce internetové horečky ve druhé polovině devadesátých let ve světě vzrůstá počet andělských investorů, především skrz financování online, ICT a software společností, jejichž rozmach nastal na začátku tohoto století. Existují i společnosti, které sdružují andělské investory do organizací.

## Vznik pojmu
Pojem andělský investor pochází se Spojených států, kde se původně objevil v divadle na Broadwayi, kde označoval zámožné jedince, kteří poskytovali peníze na divadelní představení, jež by nemohly bez takto poskytnutých peněž fungovat. Ve spojitosti s financováním podniků byl tento termín poprvé použit univerzitním profesorem z univerzity v New Hampshire, Williamem Watzelem v roce 1978. Watzel pracoval na studii o vybírání kapitálu v začátcích podnikání. Pojmem „angel investor“ pak označil ty individuální investory, kteří poskytli financování takto nově založeným společnostem.

## Definice
Definovat pojem andělský investor je složité, neboť různé publikace uvádějí rozdílné definice, zde je několik příkladů:
- "Prototypem obchodního anděla je úspěšný podnikatel nebo bývalý manažer, který si může v důsledku výnosného podnikání nebo vysokého pracovního postu dovolit odejít z aktivního pracovního života, přesto ale většina andělů stále pracuje. Taková osoba může začínající firmě poskytnout nejen finanční, ale i své osobní zkušenosti, schopnosti, know-how a v neposlední řadě také kontakty"[2]
- "Business angel je individuální investor využívající vlastní kapitál na financování perspektivních malých a středních podniků s výrazným růstovým potenciálem (zpravidla firmy ve fázi seed, start-up, nebo expanzní fázi životního cyklu) s cílem zhodnocení vložených prostředků."[3]
- "Tzv. bussines angels neboli česky „byznys andělé“ jsou většinou bývalí podnikatelé či manažeři, kteří mají díky svému úspěšnému podnikání na svém kontě dostatek volných peněz, které chtějí investovat do nadějné firmy a aktivně se podílet na jejím vývoji."[4]

## Zdroje podnikání
Andělský investor investuje převážné své peníze, ne peníze druhých osob či společností jako je tomu v případě profesionálně řízeného investičního fondu. Zajímavostí může být, že dle studie Williama R. Kerra, Joshe Lernera a Antoinette Schoar jsou startupy a začínající společnosti zafinancované andělskými investory stabilnější, než ty společnosti financované klasickými investičními fondy.
Při shánění peněz na podnikání se podnikatelé často obrací na rodinu, přátele či investiční fondy. Rodina dokáže obvykle půjčit relativně malé částky, kdežto investiční fondy se obvykle nepouštějí do menších investic v řádech desítek, ale i stovek milionů korun. Andělští investoři pak vyplňují tuto mezeru. Některé publikace označují za andělské investory i přátele či rodinu, která na podnikání poskytne peníze. Protože se zpravidla jedná o úspěšné a zámožné osoby, je pro andělské investory půjčka ve výši několik stovek tisíc, ale i milionů korun optimální. Samozřejmě, výše poskytnutého kapitálů se může lišit mezi andělskými investory. Nelze tak určit přesnou hranici, kolik může andělský investor investovat do společnosti.

## Investiční profil
Jakákoliv investice, a především andělská investice sebou obnáší velký risk . Andělský investor hledá především takové společnosti, u které je vysoká pravděpodobnost návratu investovaného kapitálu. Proto se soustředí na společnosti s jasným obchodním plánem, které nabízejí promyšlený a uvěřitelný růst společnosti a také úspěšnou exit strategii (prodání společnosti). Andělští investoři investují zpravidla pouze čtvrtinu svých dostupných financí. To souvisí s rizikovým profilem tohoto podnikání

## Andělští investoři v České republice
Z historických důvodů se v Česku objevují první andělští investoři až po roce 1989 a Sametové revoluci. Rozmach andělských investic však přichází až v posledních 10 letech. Důvodem je, že se v současné době začíná dorůstat skupina úspěšných podnikatelů, kteří za sebou mají jeden či více úspěšných exitů (prodaných společností) po rozmachu internetu po roce 2000, a tudíž mají k dispozici slušný kapitál, který mohou investovat do dalších startupů, malých společností či jiných zajímavých podnikatelských nápadů.
V České republice se také začínají objevovat první sdružení, asociace či skupiny sdružující andělské investory. Mezi tyto skupiny patří například platforma Busyman.cz, která vznikla jako vůbec první svého druhu (2010), dále Keiretsu Forum, jedna z největších celosvětových sítí andělských investorů, která otevřela během jara roku 2016 svou pobočku v České republice. Další podobnou skupinou působící v České republice je Business Angels Czech, která je součástí evropské investorské skupiny EBAN. Počátkem roku 2020 vznikla Czech Business Angel Association (CBAA), první asociace andělských investorů v České republice, jejímž cílem je zejména aktivní rozvoj tuzemského andělského investování, zastupování společných zájmů andělských investorů a kultivace podnikatelského prostředí, kde se investoři a startupy pohybují.